# Virginia Slims Hall of Fame Classic 1983
Virginia Slims Hall of Fame Classic 1983, також відомий під назвою Virginia Slims of Newport, — жіночий тенісний турнір, що проходив на відкритих трав'яних кортах у Ньюпорті (США). Належав до Світової чемпіонської серії Вірджинії Слімс 1983. Тривав з 11 липня до 17 липня 1983 року. Третя сіяна Алісія Молтон здобула титул в одиночному розряді.

## Фінальна частина

### Одиночний розряд
Алісія Молтон —  Kim Shaefer 6–3, 6–2
- Для Молтон це був 3-й титул за сезон і 4-й — за кар'єру.

### Парний розряд
Барбара Поттер /  Пем Шрайвер —  Барбара Джордан /  Елізабет Смайлі 6–3 6–1
- Для Поттер це був 1-й титул за рік і 7-й — за кар'єру. Для Шрайвер це був 9-й титул за сезон і 43-й — за кар'єру.